# Азотное отравление

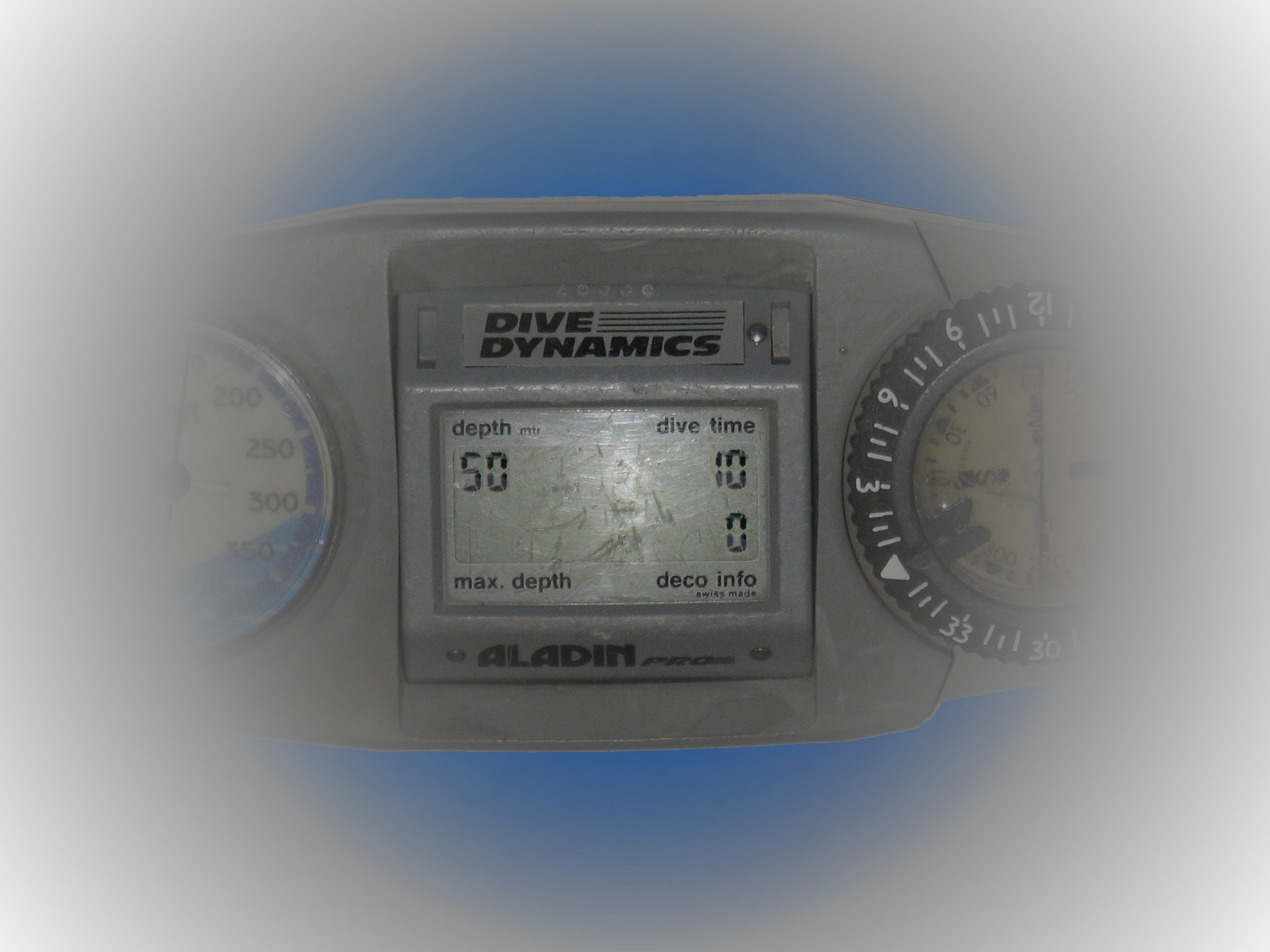
Пример туннельного зрения при азотном отравлении

Азо́тное отравле́ние, азо́тный нарко́з, глуби́нная болезнь — наркотическое действие азота на центральную нервную систему (угнетение высших функций головного мозга).

## Причины
Может возникнуть при погружении на глубины более 25 метров с аппаратами со сжатым воздухом в зависимости от условий погружения (температура воды, усталость и общее физическое состояние дайвера, волнение, стресс и т. п.). У каждого человека может возникать на разных глубинах сугубо индивидуально. Средняя глубина — 30 метров. Степень чувствительности к действию гипербарического азота не является постоянной индивидуальной величиной. Причиной в этом случае выступает высокое парциальное давление азота, входящего в состав газовой смеси для дыхания. Токсическое действие азота зависит от индивидуальной чувствительности. При использовании воздуха в качестве дыхательной смеси токсичность азота начинает проявляться с глубины 45 м (парциальное давление азота 4,3 кгс/см²) и оказывает опьяняющее и снотворное действие, подобно алкоголю или эфиру, поэтому часто этот симптом определяют как азотный «наркоз».
По этой причине для погружений на глубину от 50 до 1000 метров азот в дыхательной смеси заменяют гелием.

## Признаки
На глубине 60—80 м наблюдаются возбуждение, беспричинная весёлость, нарушение памяти, головокружение, понижение работоспособности и сообразительности. На глубине 80—100 м происходит расстройство координации движений, возбуждение усиливается, появляются зрительные и слуховые галлюцинации. Пловец-подводник способен совершать нелепые, не соответствующие обстановке (неадекватные) поступки. На глубинах более 100 м возможен «наркотический» сон. Утомление, увеличение содержания углекислого газа во вдыхаемом воздухе, охлаждение способствуют раннему проявлению токсического действия азота.
Приведённые выше глубины применимы к профессиональным водолазам, тогда как у обычного (нетренированного) пловца признаки азотного отравления могут наблюдаться уже на 40 метрах.

## Механизм воздействия
Биохимический механизм до сих пор детально не исследован, однако считается, что наркотическое воздействие азота обусловлено растворением газа в жирах, а также «налипанием» азотных молекул на мембраны нервных клеток.

## Первая помощь
Первая помощь при возникновении азотного отравления заключается в подъёме пострадавшего на поверхность или на меньшую глубину. Во время подъёма с глубины азотное «опьянение» быстро исчезает без каких-либо остаточных явлений. При этом надо следить, чтобы режим подъёма не приводил к развитию кессонной болезни.

## Профилактика
- Выявление пловцов-подводников, обладающих повышенной чувствительностью к токсическому действию азота.
- Ограничение спусков в аппаратах на воздухе для лиц с повышенной чувствительностью до 40 м и для лиц, устойчивых к токсическому действию азота, до 60 м.
- Систематические тренировки под повышенным давлением (1-2 раза в месяц в камерах под избыточным давлением до 6 кгс/см²).
- Уменьшение двигательной активности при нахождении человека в гипербарической среде.